# Oggetti non stellari nella costellazione di Perseo
Principali oggetti non stellari visibili nella costellazione di Perseo.

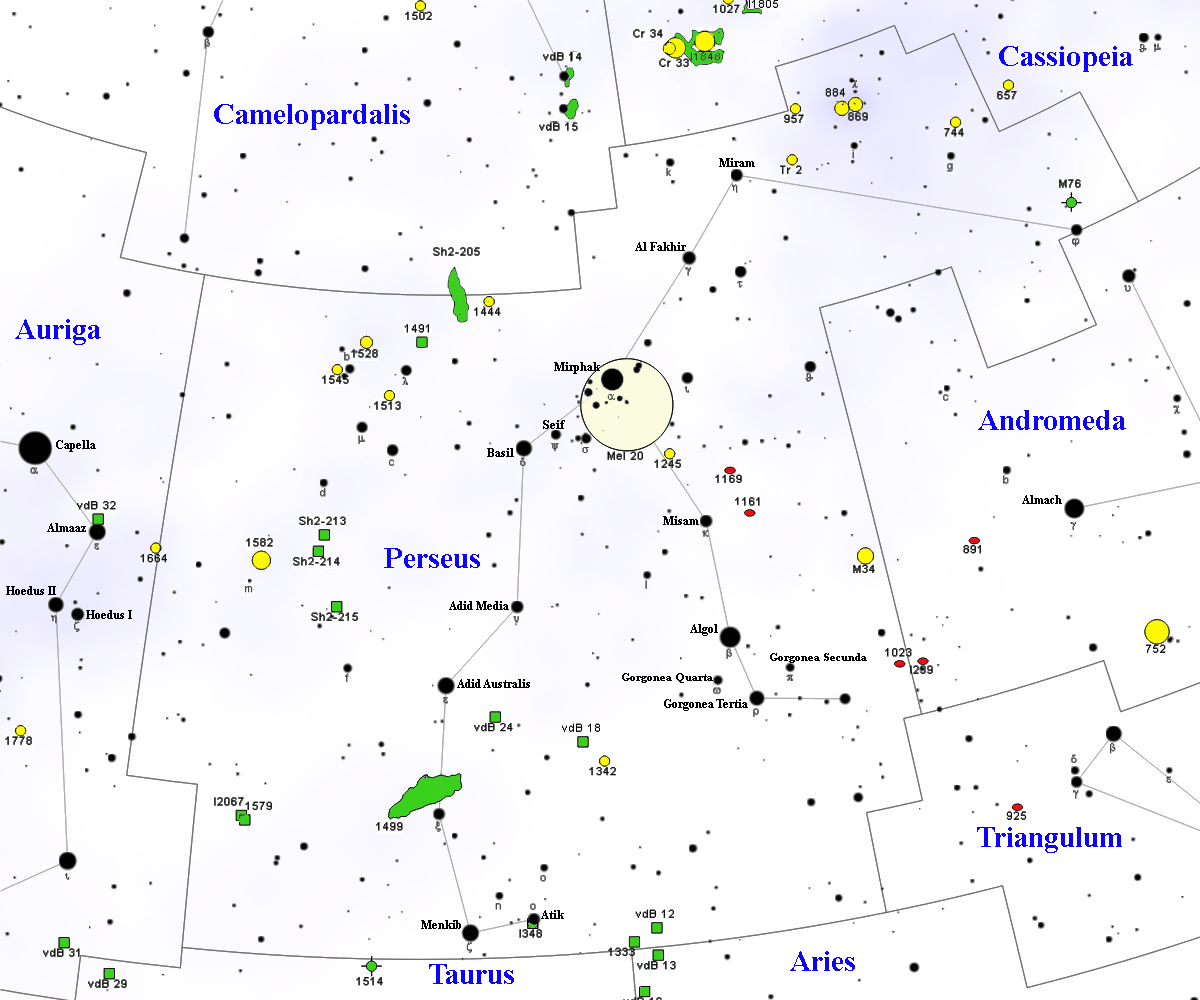
Mappa della costellazione di Perseo.

## Ammassi aperti
- Ammasso Doppio (h+χ Per)
  - NGC 869
  - NGC 884
- IC 348
- M34
- Mel 20 (Ammasso di Alfa Persei)
- NGC 744
- NGC 957
- NGC 1245
- NGC 1342
- NGC 1444
- NGC 1496
- NGC 1513
- NGC 1528
- NGC 1545
- NGC 1582
- NGC 1605
- Tr 2

## Galassie
- NGC 1001
- NGC 1003
- NGC 1005
- NGC 1023
- NGC 1040
- NGC 1050
- NGC 1058
- NGC 1077
- NGC 1086
- NGC 1106
- NGC 1122
- NGC 1123
- NGC 1129
- NGC 1130
- NGC 1131
- NGC 1138
- NGC 1159
- NGC 1160
- NGC 1161
- NGC 1164
- NGC 1167
- NGC 1169
- NGC 1171
- NGC 1174
- NGC 1175
- NGC 1177
- NGC 1198
- NGC 1207
- NGC 1212
- NGC 1213
- NGC 1224
- NGC 1227
- NGC 1250
- NGC 1264
- NGC 1265
- NGC 1267
- NGC 1268
- NGC 1270
- NGC 1271
- NGC 1272
- NGC 1273
- NGC 1274
- NGC 1275
- NGC 1278
- NGC 1279
- NGC 1281
- NGC 1282
- NGC 1283
- NGC 1293
- NGC 1294
- NGC 1335
- NGC 1465
- UGC 2885

## Ammassi di galassie
- Superammasso di Perseo-Pegaso A

## Gruppi di galassie
- Gruppo di NGC 1023
- Gruppo di NGC 1086
- Gruppo di NGC 1167
- Gruppo di NGC 1174
- Gruppo di NGC 1207
- Gruppo di NGC 1275
- Gruppo di NGC 1272

## Nebulose planetarie
- M76
- Sh2-216

## Nebulose diffuse
- BFS 31
- IC 348
- Nebulosa California
- NGC 1333
- NGC 1491
- NGC 1579
- NGC 1624
- Nube di Perseo
- Sh2-203
- Sh2-205
- Sh2-209
- Sh2-210
- Sh2-211
- Sh2-213
- Sh2-214
- Sh2-215
- vdB 10
- vdB 12
- vdB 18
- vdB 24